# Edoardo Garrone (1961)
Edoardo Garrone (Genova, 30 dicembre 1961) è un imprenditore e dirigente sportivo italiano.
Presidente della ERG e del Sole 24 Ore, è stato vicepresidente di Confindustria e presidente della Sampdoria.

## Biografia
Figlio primogenito di Riccardo Garrone, si diploma presso il Collegio Carlo Alberto di Moncalieri. Ha frequentato il corso di laurea in Scienze Politiche presso l'istituto Cesare Alfieri di Firenze. Padre di cinque figli, il 20 marzo 2016 si è unito con rito civile ad Anna Pettene, avvocata e scrittrice candidata alle regionali del 2020 nella lista di Aristide Massardo sostenuta da PSI, Italia Viva e +Europa. Il 28 ottobre 2013 partecipa col fratello Alessandro alla conferenza del Festival della Scienza tenutasi nella sala del Maggior Consiglio di Palazzo Ducale a Genova dal titolo Capitani Coraggiosi, in memoria del padre Riccardo.

## Attività
Dal 1986 al 1987 ha lavorato a Bari presso la Marsud, società armatoriale specializzata in trasporti di prodotti petroliferi.
Nel 1988 entra in ERG, nella Direzione Pianificazione Strategia del gruppo di famiglia; dal 1991 al 2003 è vicepresidente assumendone infine, nell'aprile 2003, il ruolo di Presidente. Alla ricerca di alleanze strategiche, decide di vendere la Raffineria Isab al colosso russo Lukoil. Nel gennaio 2018 cede il 51% di TotalErg al Gruppo API e sancisce in tal modo la propria uscita definitiva dal settore petrolifero, attuando una piena convergenza verso le fonti rinnovabili.
Difatti secondo un approfondimento di Forbes dell'ottobre 2018, ERG è oggi primo produttore in Italia di energia eolica (56% del portafoglio aziendale), tra i primi in Europa, oltre che attivo nella produzione di energia elettrica da fonte idrica (23%), solare (10%) e gas naturale (11%) ed è presente in sette Paesi europei tra cui Germania, Francia e Regno Unito. Nello stesso mese per gli 80 anni dell'azienda regala 3.000 euro di azioni a ciascun dipendente e 1 milione per i progetti di riqualificazione e sviluppo sostenibile nell'area del crollo del Viadotto Polcevera di Genova, la zona dove il nonno di Edoardo costruì la prima raffineria; nel 2020 dona 3 milioni di euro per fronteggiare l’emergenza Coronavirus nella sua Regione.
Con la Fondazione Edoardo Garrone si occupa di sociale e cultura.

### Confindustria
È stato vicepresidente dell'Associazione Industriali di Genova dal 1994 al 1997, quando viene eletto presidente del Gruppo Giovani dell'Industria di Genova, incarico che terrà sino al 1998; dal 2000 al 2002 è presidente dei Giovani Imprenditori di Confindustria. Dal 2004 sino al 2008 sotto la presidenza di Luca Cordero di Montezemolo è membro presidenza di Confindustria e presidente del Comitato tecnico per le riforme istituzionali e federalismo.
Da maggio 2008 ad aprile 2012, sotto la presidenza di Emma Marcegaglia è vicepresidente di Confindustria per l'organizzazione ed il marketing associativo. Successivamente diventa il delegato della presidenza per l'Internalizzazione associativa e da maggio 2016 è tra i componenti dell’advisory board dell’associazione degli industriali. Nel 2024 tenta la corsa alla presidenza di Confindustria salvo poi ritirarsi in extremis favorendo l’elezione di Emanuele Orsini e rimanendo alla guida de Il Sole 24 Ore.

### Altri incarichi
È membro della giunta di Assonime, consigliere di Pininfarina S.p.a., dell'Associazione Civita, della Fondazione Magna Carta, di Invitalia Ventures, membro del consiglio direttivo dello Iefe (Istituto di Economia delle Fonti di Energia dell'Università commerciale Luigi Bocconi di Milano), consigliere di SEM s.r.l., presidente del consiglio di amministrazione di Aedificatio S.p.A., consigliere di Sipi S.p.a., amministratore di RetIndustria S.r.l. e consigliere di ALUISS. Dal 20 maggio 2011 è vicepresidente vicario dell'Sampdoria con ampi poteri e deleghe nella gestione della società di proprietà della famiglia Garrone.
Il 28 febbraio 2013 è diventato ufficialmente il nuovo presidente della Sampdoria dopo la scomparsa del padre Riccardo, carica che mantiene fino al 12 giugno 2014 quando regala la società al produttore cinematografico romano Massimo Ferrero, con una dote di 65 milioni di euro per la continuità aziendale. Il 5 luglio 2018 il CdA del Sole 24 Ore lo nomina presidente. Due anni dopo viene scelto come nuovo Presidente dell’Istituto Giannina Gaslini.

## Riconoscimenti
- 2013 (Genova, 24 dicembre) - Viene insegnito dall'Ordine Nazionale Cavalieri dello Sport, con il patrocinio dell' CSEN, del titolo di Cavaliere dello Sport.[15]